# لؤلؤ الكبير
لؤلؤ الكبير هو كان أمير إمارة حلب خلفاً لسعيد الدولة الحمداني أستمر حكمه من عام 1002  حتى 1008/1009 وخلفه ابنه منصور الذي تمكن من الاحتفاظ بالعرش حتى تم خلعه في عام 1015/1016.